# Утопенці

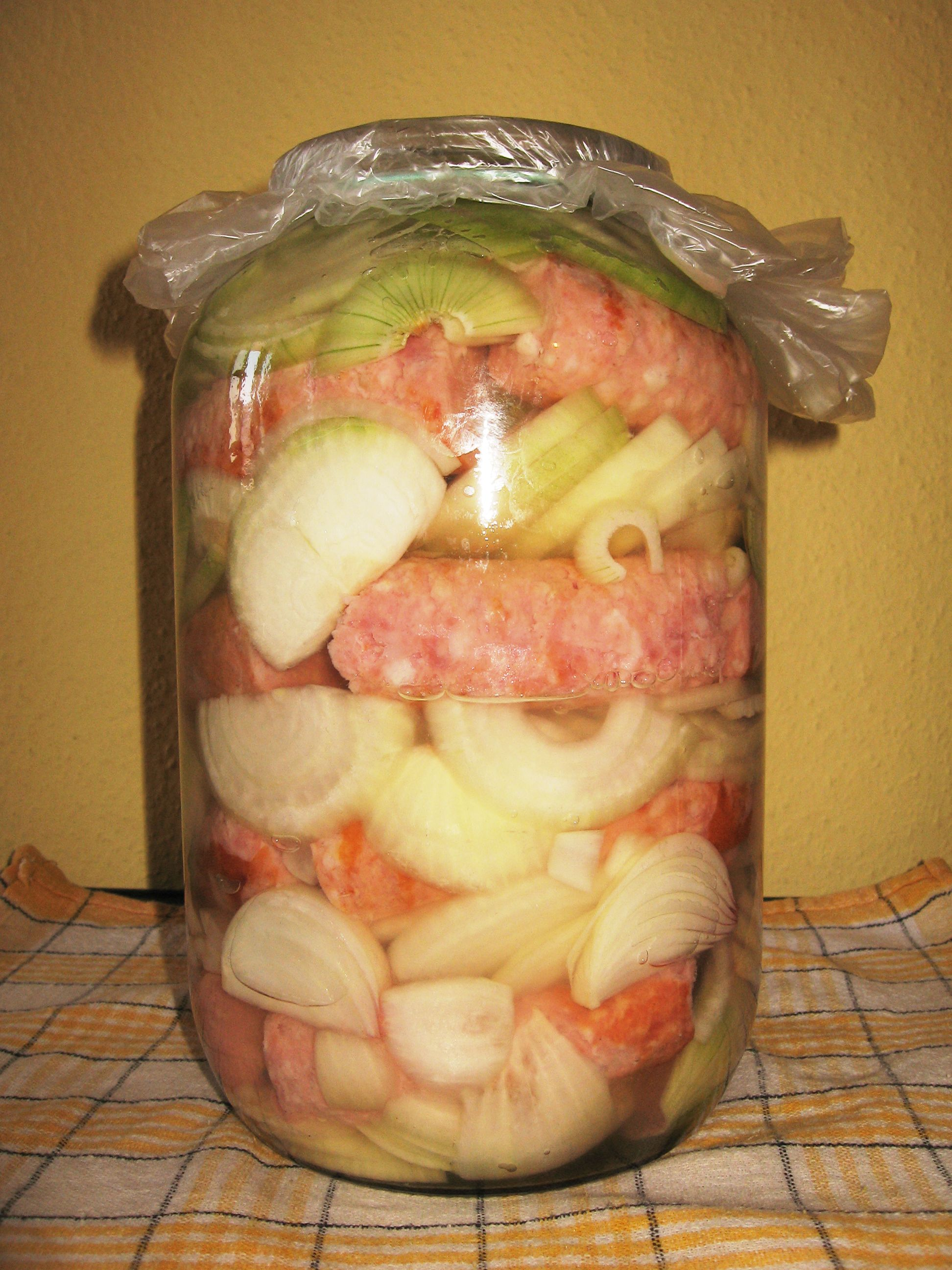
Утопенці в банці

Утопенці (від «утопленик», в однині, «утопенець», вживається нечасто) — національна чеська закуска до пива. Основний інгредієнт — ковбаса зі шматочками бекону (шпикачки), яка заливається маринадом і маринується не менше 7 днів. 
Страва отримала таку назву через спосіб приготування і, як жартують у Чехії, через дуже блідий зовнішній вигляд готового продукту.

## Як споживати
Споживаються холодними, подаються з хлібом та цибулею.
Утопенці замовляють в чеських пивних лише після доброї порції пива, коли починається «пивний жор».
При замовленні утопенців у «правильній» пивній офіціант повинен принести та поставити на стіл велику 3–5 літрову банку з утопенцямі, потім витягнути утопенець із банки й покласти його на порожню тарілку (невелику). Підкинути до нього трохи цибулі — з банки, і ще трохи — свіжої.

## Спосіб приготування
Існує багато рецептів приготування утопенців: в деяких версіях вказуються інші овочі (гострий перець, огірки, капуста) й інші ароматизатори для розсолу (гірчиця, кетчуп, вустерський або соєвий соус). Існують й "швидкі утопенці" з коротким часом маринування. 
Замість шпикачок інколи вживаються сардельки або сосиски.
Зазвичай шпикачки маринуються цілими, але інколи їх очищають від шкірочки, інколи шпикачки вздовж розрізають навпіл або нарізають навскоси шматочками по 3–4 см. В деяких рецептах їх надрізають уздовж до половини, вкладають в розріз нарізаний соломкою перець і розгорнуті в локшину кілечка цибулі, потім заколюють зубочистками, щоб не розвалювалося.

### Основний рецепт
Інгредієнти: шпикачки — 1,5 кг; цибуля ріпчаста — 0,5 кг; морква — 200 г; оцет (7-9%) — 1 склянка; вода — 2-3 склянки; сіль — 2 ст. л; чорний мелений перець — 1/4 ч. л; перець Пепероні — 2 стручки або червоний мелений перець — на смак; перець запашний — 5 горошин; гірчичне зерно — 1 шт.; цукор — 5 г; гвоздика — 5 шт.; рослинна олія — 1 ст. л; лавровий лист — 5 шт, вода — 1,5 л. 
Маринад: воду з оцтом доводять до кипіння, додають сіль, цукор, масло, лавровий лист і залишають на вогні приблизно на 2 хвилини, потім знімають з вогню й дають охолонути до 30º С. 
Приготування: Цибулю та моркву нарізають кільцями. У банку або каструлю укладають по черзі шари цибулі з морквою і ковбаски. Перший й останній шар повинен бути з цибулі.
Маринування: Все заливається теплим маринадом, прикривається тарілкою — якщо ковбаски готуються в каструлі, або кришкою — якщо в банці. Залишають маринуватися в прохолодному місці не менше 7 днів.
Подавати з маринованою та свіжою цибулею до холодного пива.

## Утопенці в ЄС
Після входження Чехії до ЄС засоби масової інформації повідомили, що санітарно-гігієнічні норми, які діють в ЄС, обмежують місця приготування і продажу утопенців.